# Нюкжа (Магдагачинский район)
Ню́кжа — железнодорожная станция (населённый пункт) в Магдагачинском районе Амурской области России. Входит в сельское поселение Гонжинский сельсовет.

## География
Станция Нюкжа расположена на Транссибе, в 20 км к северо-западу от районного центра, посёлка городского типа Магдагачи, и в 15 км к юго-востоку от центра сельского поселения, села Гонжа.
В 1 км севернее станции проходит федеральная трасса Чита — Хабаровск.

## Население
| 2002 | 2010 | 2012 | 2013 | 2014 | 2015 | 2016 |
| ---- | ---- | ---- | ---- | ---- | ---- | ---- |
| 4    | ↘0   | →0   | →0   | →0   | →0   | ↗1   |
| 2017 | 2018 |      |      |      |      |      |
| →1   | ↘0   |      |      |      |      |      |

## Инфраструктура
- Станция Нюкжа Забайкальской железной дороги;
- 5-й линейный участок Магдагачинской дистанции пути.